# Propriétés du potentiel newtonien
 (juin 2009).
 (mars 2025).

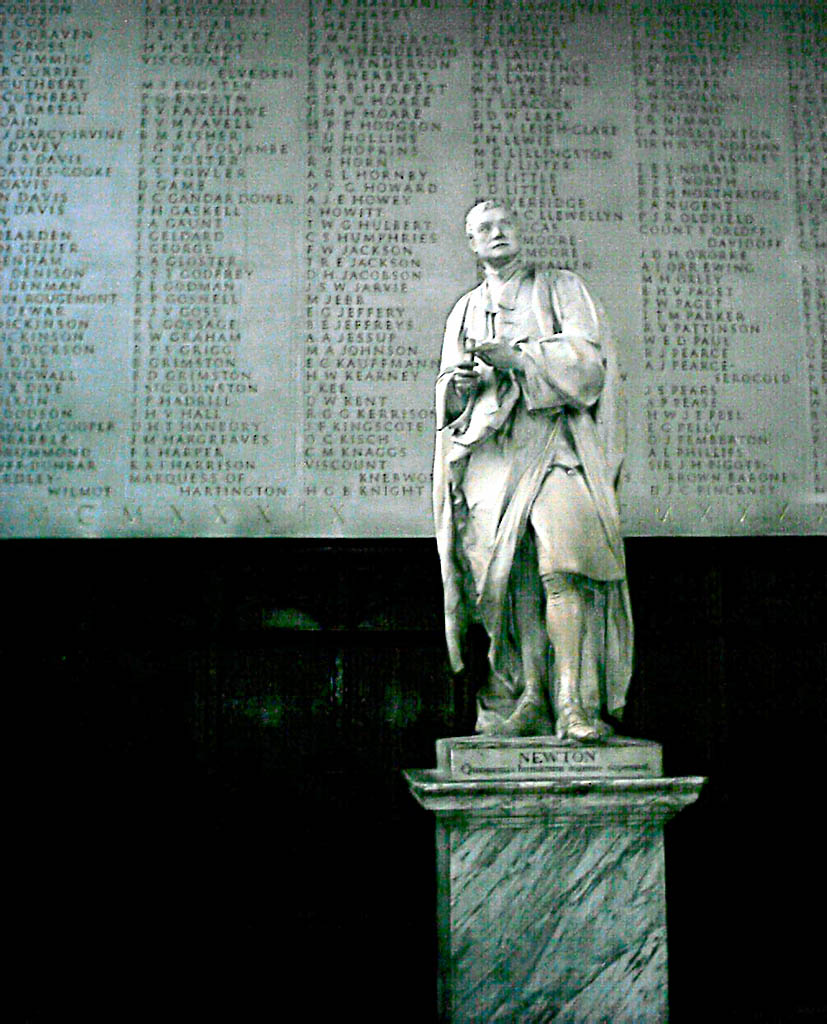
Statue d'Isaac Newton à Trinity College, Cambridge.

Cet article traite des propriétés d'un potentiel inversement proportionnel à la distance.

## Potentiel gravitationnel et force de gravitation
On appelle le potentiel gravitationnel d'une masse répartie dans le volume {\displaystyle B} d'un corps (la Terre dans notre cas) un potentiel newtonien. Ce potentiel joue un rôle tellement important en géodésie physique qu'il semble nécessaire d'en établir en détail les propriétés. À cette fin nous supposons que la densité {\displaystyle \rho } du corps attirant {\displaystyle B} est en général une fonction continue, mais qu'il peut exister un nombre fini de surfaces dans {\displaystyle B} sur lesquelles la densité est discontinue. Une telle fonction est appelée continue par morceaux. Nous ne ferons pas de distinction ici entre l'espace ponctuel et l'espace vectoriel associé, et nous écrirons pour les points quelconques {\displaystyle P(x_{1},x_{2},x_{3})} et {\displaystyle Q(y_{1},y_{2},y_{3})} aussi x et y, respectivement. Nous désignerons en général les éléments de volume par {\displaystyle \mathrm {d} \tau } et les éléments de masse par {\displaystyle \mathrm {d} M}. Nous avons donc la relation : 
Par conséquent, en portant notre attention sur le point {\displaystyle Q} en particulier, nous utiliserons indistinctement {\displaystyle \mathrm {d} \tau (Q)}, {\displaystyle \mathrm {d} y^{3}} ou {\displaystyle \mathrm {d} y_{1}\mathrm {d} y_{2}\mathrm {d} y_{3}} pour l'élément de volume en {\displaystyle Q}, et {\displaystyle \mathrm {d} M(Q)} ou {\displaystyle \mathrm {d} M(y)} pour l'élément de masse en {\displaystyle Q}. 
En notation vectorielle nous écrirons donc
pour le potentiel de gravitation et
pour la {\displaystyle i^{e}} composante de la force de gravitation. Si nous posons {\displaystyle \rho (Q)=0} en tout point {\displaystyle Q} extérieur au corps B, c'est-à-dire dans l'espace vide, nous pouvons étendre les intégrations dans les deux expressions précédentes à tout domaine régulier {\displaystyle D} contenant {\displaystyle B}. Tout point appartenant au domaine d'intégration est appelé un point intérieur (ou point interne), tous les autres points sont appelés des points extérieurs (ou points externes).
Soit {\displaystyle {\vec {r}}={\vec {y}}-{\vec {x}}} le vecteur joignant {\displaystyle P} à {\displaystyle Q}. Nous avons alors
La distance {\displaystyle d(P,Q)} entre {\displaystyle P} et {\displaystyle Q} peut s'écrire de l'une quelconque des façons suivantes
en sous-entendant implicitement que dans le dernier terme la sommation s'effectue pour toutes les valeurs de l'indice muet {\displaystyle k} qui se répète (convention de sommation d'Einstein).
Il est souvent avantageux d'écrire les intégrales plus haut sous la forme d'intégrale de Stieltjes, à savoir :
où {\displaystyle M} est la masse totale du corps {\displaystyle B}.

## Existence et continuité du potentiel newtonien et de ses dérivées dans l'espace
Nous allons montrer maintenant que le potentiel V(P) et ses dérivées premières existent et sont continus dans tout l'espace pour des distributions de densité continues par morceaux. Comme le nombre de surfaces de discontinuité est fini, le corps B peut être subdivisé en un nombre fini N de corps plus petits Bk de masses Mk telles que
dans chacun desquels la densité est continue. On peut donc écrire
dans chacun desquels la densité est continue.

### Existence et continuité du potentiel newtonien et de la gravité à l'extérieur de la matière
Si le point potentié {\displaystyle P} se trouve à l'extérieur de {\displaystyle B}, chacune des intégrales 
existe, car la fonction {\displaystyle \rho (y)|y-x|^{-1}} est continue dans la région d'intégration.
Puisque chaque intégrale existe séparément, leur somme existe aussi, et par conséquent {\displaystyle V} existe aux points extérieurs. En outre, puisque l'intégrand dans l'expression de {\displaystyle V(P)} est partout positif de même {\displaystyle G}, on a 
Ici, {\displaystyle r_{\text{min}}} et {\displaystyle r_{\text{max}}} désignent respectivement les distances minimum et maximum entre le corps attirant et le point attiré {\displaystyle P} extérieur au corps.
Lorsque {\displaystyle P} s'éloigne de {\displaystyle B}, à la fois {\displaystyle r_{\text{min}}} et {\displaystyle r_{\text{max}}} grandissent indéfiniment. On voit donc que {\displaystyle V} possède la limite zéro à l'infini, quelle que soit la direction envisagée. En termes plus précis, on dit que {\displaystyle |V|} se comporte régulièrement à l'infini et décroît comme {\displaystyle d^{-1}(O,P)}. En effet, soit {\displaystyle Q} un point intérieur quelconque. Alors la distance {\displaystyle d(O,Q)} est bornée et {\displaystyle |d(O,P)-d(P,Q)|\leqslant d(O,Q)}, de sorte que
Par des arguments tout à fait similaires il est possible de prouver que {\displaystyle X_{i}} existe dans l'espace extérieur au corps 
{\displaystyle B} et que l'intensité du champ de gravité
varie à grande distance comme {\displaystyle d^{-2}(O,P)}. De plus, il est évident que le potentiel et l'intensité de la gravité sont continus en des points extérieurs. Par la définition-même d'une dérivée, qui dans la théorie du potentiel est le plus souvent envisagée comme une dérivée directionnelle, la dérivation sous le signe intégrale est entièrement justifiée à l'extérieur du corps matériel. Soient h la longueur d'un petit segment de 
droite et {\displaystyle \mathbf {x} _{i}^{o}} un vecteur unitaire porté par l'axe {\displaystyle Ox_{i}}. Alors, par définition :
donc
où {\displaystyle \zeta } est un certain nombre compris entre 0 et 1. Comme
on a
si {\displaystyle L} est la distance entre l'élément de masse {\displaystyle \mathrm {d} M(\mathbf {y} )} et le point {\displaystyle P'} positionné en {\displaystyle \mathbf {x} +\zeta h\mathbf {x} _{i}^{o}}. Supposons que {\displaystyle Q'} soit le point le plus proche de {\displaystyle P'} tel que {\displaystyle Q'} fasse encore partie de {\displaystyle B}. Alors {\displaystyle d(P',Q')} est la plus petite valeur possible de {\displaystyle L}, et
Lorsque {\displaystyle h} tend vers zéro, le point {\displaystyle P'} se meut vers {\displaystyle P}. Pour cette raison, la distance minimum {\displaystyle d(P',Q')} de {\displaystyle P'} au corps peut changer. Toutefois, comme {\displaystyle P} se trouve à l'extérieur de la région {\displaystyle B}, il existe une valeur minimum de {\displaystyle d(P',Q')} non nulle lorsque {\displaystyle |h|} est suffisamment petit. Soit {\displaystyle d_{\text{min}}>0} cette distance minimum. Alors la limite
s'annule avec {\displaystyle h}. Nous pouvons ainsi conclure qu'en tout point extérieur le gradient du potentiel de gravité existe et, à cause des expressions ci-avant fournissant {\displaystyle X_{i}} et {\displaystyle \partial _{i}r^{-1}}, représente bien la gravité :

### Équation de Laplace

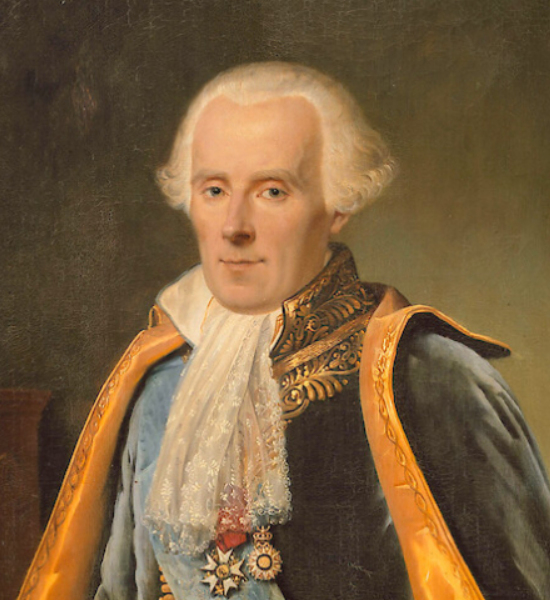
Pierre-Simon de Laplace (1749–1827)

En fait, on peut étendre cette démonstration successivement à des dérivées d'ordres supérieurs et ainsi prouver que dans une région dépourvue de matière (c'est-à-dire dans l'espace vide), le potentiel gravitationnel possède des dérivées partielles continues de tous les ordres et est analytique.
En particulier, si nous considérons les dérivées partielles d'ordre 2, nous trouvons grâce à la relation ci-avant fournissant {\displaystyle \partial _{i}^{2}r^{-1}} que
Nous aboutissons ainsi à la célèbre équation de Laplace
Celle-ci est une équation aux dérivées partielles du second ordre qui doit être satisfaite par le potentiel gravifique dans les régions de l'espace dépourvues de matière. Elle joue un rôle fondamental, non seulement en géodésie, mais dans pratiquement toutes les sciences qui admettent une description mathématique des phénomènes. Nous rappelant la signification physique de l'opérateur laplacien, nous savons que les fonctions qui obéissent à l'équation de Laplace, tel que le potentiel gravifique dans le vide, possèdent la propriété d'être des fonctions moyennes dans le sens que la valeur d'une telle fonction en un point est la moyenne des valeurs de cette fonction dans un voisinage suffisamment restreint de ce point. Une telle fonction est encore appelée fonction harmonique.

### Existence du potentiel newtonien et de la gravité à l'intérieur de la matière
Pour établir les propriétés du potentiel gravitique à l'intérieur d'un corps matériel, en particulier à l'intérieur de la Terre, les démonstrations deviennent 
plus compliquées. Cela est dû au fait que pour des points intérieurs, l'intégrale 
est impropre en raison de la singularité qui se produit lorsque {\displaystyle |y-x|=0}. Dès lors, la dérivation sous le signe d'intégration n'est plus permise sans justification aux points intérieurs. C'est la nécessité d'une telle justification qui complique les démonstrations. En effet, même l'existence et la continuité du potentiel en des points où il existe de la matière ne sont plus des propriétés évidentes, mais demandent une preuve.  Supposons donc que {\displaystyle P} est un point intérieur. Afin de simplifier les démonstrations nous allons passer, sans perte de généralité, du système de coordonnées cartésiennes envisagé jusqu'à présent à un système de coordonnées sphériques {\displaystyle (r,\theta ,\lambda )} admettant {\displaystyle P} comme origine. On obtient ainsi :
Le vecteur {\displaystyle x} étant fixé, l'élément de volume en {\displaystyle Q} en termes des variables {\displaystyle r,\theta ,\lambda } est {\displaystyle \mathrm {d} ^{3}y=\mathrm {d} ^{3}r=r^{2}\sin(\theta )\mathrm {d} r\mathrm {d} \theta \mathrm {d} \lambda }. Ayant défini la densité comme étant nulle en dehors de {\displaystyle B}, nous pouvons écrire
où le domaine d'intégration {\displaystyle D} possède une frontière sphérique de rayon {\displaystyle L}, centrée sur le point {\displaystyle P}. Nous prenons pour {\displaystyle L} la plus grande distance entre deux points arbitraires appartenant au corps matériel de dimensions finies {\displaystyle B}. Soit {\displaystyle \rho _{\text{max}}} la valeur maximum de {\displaystyle |\rho |} dans {\displaystyle D}. Alors
Ainsi, l'intégrale impropre {\displaystyle V(x)} ci-dessus converge uniformément par rapport aux paramètres {\displaystyle x_{1},x_{2},x_{3}}, ce qui implique que le potentiel {\displaystyle V} existe en chaque point. D'une manière tout à fait similaire, nous pouvons prouver que les intégrales impropres définissant les composantes {\displaystyle X_{i}(P)(i=1,2,3)} de la gravité existent. En effet, en considérant encore des coordonnées sphériques et en gardant les mêmes notations comme ci-dessus, nous trouvons
Ceci prouve la convergence uniforme, et donc l'existence, des intégrales impropres {\displaystyle X_{i}}.

### Continuité du potentiel newtonien et de la gravité à l'intérieur de la matière
Nous montrons ensuite que le potentiel {\displaystyle V} est continu en un point {\displaystyle P_{0}} de {\displaystyle B}. Ce n'est pas une restriction essentielle que de supposer que {\displaystyle P_{0}} est à l'intérieur de {\displaystyle B}. En effet, nous avons vu que nous pouvons agrandir {\displaystyle B} en posant {\displaystyle \rho (Q)=0} dans la région qu'on ajoute. Le raisonnement classique consiste alors à décomposer le domaine {\displaystyle B} en deux sous-domaines, à savoir {\displaystyle B-b} et {\displaystyle b}. La sous-région {\displaystyle b} est une petite boule centrée sur {\displaystyle P_{0}}. Nous écrivons
moyennant
Or, pour {\displaystyle \varepsilon >0}  donné arbitrairement petit, nous pouvons prendre {\displaystyle b} suffisamment petit pour que
indépendamment de la position de {\displaystyle P}. Pour ce faire, il suffit de prendre le rayon {\displaystyle r_{b}} de {\displaystyle b} plus petit que {\displaystyle {\sqrt {\tfrac {\varepsilon }{6\pi G\rho _{\text{max}}}}}}, puisque dans ce cas il vient
Il s'ensuit que pour une telle sphère {\displaystyle b} on a
Alors, avec {\displaystyle b} fixé, il existe un voisinage de {\displaystyle P_{0}} tel que, si {\displaystyle p} appartient à ce voisinage et {\displaystyle Q} appartient au sous-volume {\displaystyle B-b}, nous avons
Ainsi, lorsque {\displaystyle P} est dans ce voisinage, nous trouvons
En combinant les inégalités pour {\displaystyle V_{1}} et {\displaystyle V_{2}}, nous avons
Ainsi V est continu en {\displaystyle P_{0}}, et dès lors dans tout l'espace.
Comme précédemment, on établira la continuité de la gravité par une partition similaire de {\displaystyle B} en deux sous-régions. En effet, soit
avec
Ici nous utilisons les notations suivantes : {\displaystyle b_{1}=b},   {\displaystyle b_{2}=B-b}, {\displaystyle e} est le vecteur unitaire {\displaystyle {\overrightarrow {PQ}}} :
Pour tout {\displaystyle \varepsilon >0} fixé arbitrairement petit, nous pouvons prendre le rayon de {\displaystyle b} plus petit que {\displaystyle {\tfrac {\varepsilon }{12\pi G\rho _{\text{max}}}}}.  Alors
indépendamment de la position de {\displaystyle P}, et
En outre, avec {\displaystyle b} fixé mais suffisamment petit et contenant les points {\displaystyle P} et {\displaystyle P_{0}}, et avec {\displaystyle Q} appartenant au volume {\displaystyle B-b}, nous avons
et
En combinant les inégalités pour {\displaystyle {X_{i}}{}^{(1)}} et {\displaystyle {X_{i}}{}^{(2)}}, nous établissons la continuité du champ de force gravitique en tout point intérieur {\displaystyle P_{0}} et, par conséquent, la continuité de la gravité dans tout l'espace rempli ou non de matière.

### Existence et continuité des dérivées partielles du potentiel à l'intérieur de la matière
Toutefois, il n'est pas évident sans investigations complémentaires que les composantes de force {\displaystyle X_{i}} sont égales aux dérivées partielles {\displaystyle \partial _{i}V}   ({\displaystyle i=1,2,3}) aux points où il y a de la matière. En effet, les conditions usuelles permettant de dériver sous le signe intégrale ne sont pas remplies par les intégrales impropres. Néanmoins, la relation {\displaystyle X_{i}=\partial _{i}V} subsiste dans le cas présent. Pour le prouver, considérons deux points {\displaystyle P} et {\displaystyle P_{o}} intérieurs à {\displaystyle B}, occupant par rapport à l'origine {\displaystyle O} les positions {\displaystyle \mathbf {x} } et {\displaystyle \mathbf {x} +h\mathbf {x} _{i}^{o}}, respectivement. Soit {\displaystyle Q} un point attirant occupant la position {\displaystyle \mathbf {y} }. Par rapport à {\displaystyle P}, {\displaystyle Q} est situé en {\displaystyle \mathbf {r} =\mathbf {y} -\mathbf {x} }. Considérons maintenant 
l'expression
où
{\displaystyle r=d(P,Q)=|\mathbf {y} -\mathbf {x} |={\sqrt {r_{1}^{2}+r_{2}^{2}+r_{3}^{2}}}},

Si nous arrivons à démontrer que la limite pour h tendant vers zéro de {\displaystyle |I(h)|} est plus petite qu'un nombre positif {\displaystyle \epsilon } arbitrairement petit fixé à l'avance, alors nous pouvons conclure que la dérivée partielle {\displaystyle \partial _{i}V} de {\displaystyle V} existe et est continue aux points intérieurs, tout comme pour les points extérieurs, et que sa valeur est {\displaystyle X_{i}}. Ainsi, prenons {\displaystyle |h|} assez petit pour que {\displaystyle P_{o}} se trouve à l'intérieur du domaine sphérique {\displaystyle b} de rayon {\displaystyle r_{b}}, centré sur {\displaystyle P}. La valeur {\displaystyle r_{b}} elle-même est choisie assez petite de manière que la boule {\displaystyle b} soit contenue entièrement dans le volume {\displaystyle B}. Ainsi, comme {\displaystyle P} et {\displaystyle P_{o}} sont extérieurs au volume {\displaystyle B-b}, il résulte des propriétés du potentiel en des points extérieurs que, quelle que soit la valeur du rayon {\displaystyle r_{b}}, la distance {\displaystyle d(P,P_{o})=|h|<r_{b}} peut être prise suffisamment petite de manière que
En ce qui concerne la contribution {\displaystyle I_{1}(h)} de l'intégrale prise sur le volume sphérique {\displaystyle b}, il convient de remarquer tout d'abord que
et que
Des relations exprimant les inégalités triangulaires appliquées au triangle {\displaystyle PP_{o}Q} on déduit que
D'autre part, comme
il vient
Ainsi, on aboutit à la majoration
En posant comme de coutume {\displaystyle \rho (Q)=0} pour tout point {\displaystyle Q} se trouvant en dehors du volume {\displaystyle B}, nous pouvons écrire
où
{\displaystyle b_{o}} est un domaine sphérique de rayon {\displaystyle 2r_{b}} centré sur {\displaystyle P_{o}}. Ainsi, nous avons
Pour des valeurs de {\displaystyle r_{b}} suffisamment petites, c'est-à-dire pour
cette expression est numériquement inférieure à {\displaystyle \epsilon /2}, et donc
De cette façon, nous avons prouvé que les dérivées partielles du premier ordre du potentiel existent et représentent les composantes de la gravité. 
Cette proposition est tout à fait générale. Elle est valable lorsque le point attiré se trouve à l'extérieur du corps qui attire, mais elle est aussi valable lorsque le point attiré se trouve à l'intérieur de ce corps. Une autre manière de s'exprimer consiste à dire que les dérivées de {\displaystyle V} du premier ordre s'obtiennent par dérivation sous le signe d'intégration.

### Existence des dérivées partielles secondes du potentiel newtonien à l'intérieur de la matière
Il en va tout autrement des dérivées du second ordre à l'intérieur du corps. Le simple fait de supposer la densité continue et bornée ne suffit plus pour garantir l'existence de ces dérivées. Cela se voit clairement si nous dérivons formellement l'expression
par rapport à {\displaystyle x_{j}} sous le signe d'intégration, et essayons de démontrer l'existence de {\displaystyle \partial _{j}\partial _{i}V} comme auparavant pour {\displaystyle V} et {\displaystyle \partial _{i}V}, en agrandissant le domaine {\displaystyle B} en un domaine sphérique {\displaystyle D} de rayon {\displaystyle L} centré sur {\displaystyle P(x)} et contenant {\displaystyle B} complètement. En effet, nous trouvons alors formellement
et

#### Condition de Hölder
Ici nous ne pouvons pas simplement remplacer {\displaystyle |\rho |} par sa borne supérieure {\displaystyle \rho _{max}} pour pouvoir affirmer que l'intégrale du membre de droite existe, car l'intégrale impropre {\displaystyle \scriptstyle \int _{0\to L}{\frac {\mathrm {d} r}{r}}} diverge. Nous imposons pour cette raison à la densité {\displaystyle \rho (Q)} une condition en {\displaystyle P} qui fut initialement introduite en 1882 par Otto Hölder, à savoir
- {\displaystyle |\rho (Q)-\rho (P)|\leqslant A\;r^{\alpha }}
- pour tous les points {\displaystyle Q} tels que {\displaystyle r=d(P,Q)\leqslant c}
- où {\displaystyle A}, {\displaystyle \alpha }, {\displaystyle c} sont des constantes positives.

On peut montrer qu'une condition de Hölder est plus forte que la condition de continuité, mais plus faible que la condition de dérivabilité si {\displaystyle \alpha <1}. 
A fortiori elle est donc plus faible que la condition d'analyticité. S'il existe une région {\displaystyle b} dans laquelle {\displaystyle \rho (Q)} obéit à une condition de  Hölder en chaque point, avec les mêmes valeurs de {\displaystyle A}, {\displaystyle \alpha } et {\displaystyle c}, alors la fonction {\displaystyle \rho (Q)} est dite remplir  une condition de Hölder uniformément dans {\displaystyle b}.
Un cas évident pour lequel une condition de Hölder uniforme s'applique est celui d'un domaine {\displaystyle b} dans lequel la densité est constante, soit {\displaystyle \rho (Q)=\rho _{o}}. Supposons que {\displaystyle b} est un volume sphérique de rayon {\displaystyle r_{b}} et montrons que dans cet exemple les dérivées secondes de {\displaystyle V} existent en effet en un point intérieur {\displaystyle P}. Sans restreindre la généralité de la démonstration, nous pouvons supposer que le centre de {\displaystyle b} coïncide avec l'origine {\displaystyle O} des axes de coordonnées, et nous prenons le vecteur {\displaystyle x={\overrightarrow {OP}}} le long de l'axe {\displaystyle Ox_{3}}. En termes des coordonnées sphériques {\displaystyle (y,\theta ,\lambda )} , où {\displaystyle y={\sqrt {y_{k}\;y_{k}}}} , {\displaystyle \theta =\arccos \left({\tfrac {x_{k}\;y_{k}}{xy}}\right)}, avec {\displaystyle x={\sqrt {x_{k}\;x_{k}}}}, le potentiel en {\displaystyle P} engendré par toutes les masses dans {\displaystyle b} est fourni par :
Étant une fonction scalaire, le potentiel gravifique est invariant par rapport aux changements du système de coordonnées. Par conséquent, cette formule est générale. Il s'ensuit qu'en chaque point à l'intérieur d'une masse sphérique homogène, nous avons
Nous constatons, en particulier, que toutes les six dérivées partielles d'ordre 2 de {\displaystyle V} existent et sont continues. En outre, nous trouvons que
Nous pouvons maintenant étudier les dérivées partielles du second ordre de {\displaystyle V} en un point intérieur quelconque {\displaystyle P} du domaine fini {\displaystyle B}, pour une distribution de densité générale satisfaisant une condition de Hölder du type ci-dessus. Comme précédemment, soit {\displaystyle b} un domaine sphérique de rayon {\displaystyle r_{b}} centré sur {\displaystyle P}. Nous supposons que le volume {\displaystyle b} est entièrement contenu dans le volume {\displaystyle B}. Considérons alors séparément le potentiel {\displaystyle V_{1}(P)} créé en {\displaystyle P} par toutes les masses dans {\displaystyle b}, et le potentiel {\displaystyle V_{2}(P)} créé en {\displaystyle P} par toutes les masses restantes. Puisque {\displaystyle P} est un point extérieur pour l'évaluation de {\displaystyle V_{2}} , ce potentiel possède des dérivées continues de tous ordres en {\displaystyle P} et {\displaystyle y} est harmonique, c'est-à-dire {\displaystyle V_{2}} est une solution de l'équation de Laplace en {\displaystyle P}. Ainsi, le problème est réduit à une étude de {\displaystyle V_{1}}.
Si nous écrivons
nous voyons que le potentiel d'une sphère possédant une densité continue en {\displaystyle P} est la somme de deux potentiels : le potentiel créé par la sphère si elle était remplie de matière de densité constante égale à celle du point {\displaystyle P}, et le potentiel d'une sphère dont la densité s'annule en {\displaystyle P}. Comme nous venons juste de démontrer que le potentiel d'une sphère uniforme possède des dérivées continues du second ordre, il nous reste de discuter le cas dans lequel la densité s'annule en {\displaystyle P} et {\displaystyle y} remplit une condition de Hölder. En admettant que le rayon {\displaystyle r_{b}} de la boule {\displaystyle b} est plus petit qu'une certaine constante positive {\displaystyle c} donnée, cela signifie que 
où {\displaystyle \rho _{1}} désigne la fonction {\displaystyle \rho (Q)-\rho (P)}. Celle-ci engendre dans le volume {\displaystyle b} le potentiel {\displaystyle V_{11}} et le champ de force {\displaystyle X_{1j}{}^{(1)}} , {\displaystyle j=1,2,3}. Définissons la quantité
qui devient successivement
Cette intégrale impropre, obtenue en dérivant formellement le potentiel gravifique {\displaystyle V_{11}} deux fois sous le signe intégrale, converge puisque
moyennant la condition de Hölder. Considérons maintenant au voisinage de {\displaystyle P} occupant la position {\displaystyle x} un point {\displaystyle P_{o}} occupant la position {\displaystyle x+hx_{i}{}^{o}}, de manière que {\displaystyle d(P,P_{o})=|h|<r_{b}}. Formons l'expression
pour {\displaystyle h\neq 0}. Cette intégrale est aussi convergente, comme on peut le constater en utilisant le même raisonnement que pour {\displaystyle J_{ij}}, et parce que {\displaystyle X_{j}} existe aux points intérieurs. Nous avons
avec {\displaystyle r_{o}{}^{2}=r^{2}+h^{2}-2hr_{i}}. Nous voulons montrer que {\displaystyle K(h)} tend vers zéro avec {\displaystyle h}, indépendamment de la position de {\displaystyle P}. Mais pour arriver à cette fin, nous devons nous débarrasser de {\displaystyle h} dans le dénominateur du premier terme dans l'intégrale. En remarquant que
nous trouvons
Pour {\displaystyle h=0}, cette dernière expression se réduit à  {\displaystyle -{\tfrac {\delta _{ij}}{r^{3}}}+3{\tfrac {r_{i}r_{j}}{r^{5}}}}, rendant ainsi l'intégrand de {\displaystyle K(h)} égal à zéro et, par conséquent, {\displaystyle K(0)=0}. Si nous pouvons prouver que l'expression {\displaystyle K(h)} est continue par rapport à {\displaystyle h} en {\displaystyle P}, nous saurons qu'elle  s'annule avec {\displaystyle h}, et il s'ensuivra que la dérivée de {\displaystyle X_{1j}{}^{(1)}} par rapport à {\displaystyle x_{i}} existe en {\displaystyle P} et vaut {\displaystyle J_{ij}}. Traçons donc une petite sphère de volume {\displaystyle b_{\varepsilon }}, de rayon {\displaystyle r_{\varepsilon }<r_{b}} et de centre {\displaystyle P}, de sorte que {\displaystyle |h|<r_{\varepsilon }}. Comme {\displaystyle P} et {\displaystyle P_{o}} sont tous les deux extérieurs au domaine {\displaystyle b-b_{\varepsilon }}, nous pouvons prendre {\displaystyle |h|} assez petit pour que la contribution {\displaystyle K_{2}(h)} de l'intégration sur {\displaystyle b-b_{\varepsilon }} est plus petite en valeur absolue que {\displaystyle \varepsilon /2}, où {\displaystyle \varepsilon } est un nombre positif fixé arbitrairement petit. Considérons maintenant la contribution {\displaystyle H_{1}(h)} de l'intégration sur {\displaystyle b_{\varepsilon }}, à savoir
En nous souvenant que {\displaystyle r_{j}} et {\displaystyle r_{j}-h\delta _{ij}} sont les {\displaystyle j^{\textrm {iemes}}} composantes (pour {\displaystyle i} fixé) des vecteurs {\displaystyle {\overrightarrow {PQ}}} et {\displaystyle {\overrightarrow {P_{o}Q}}}, respectivement, nous avons
- {\displaystyle |r_{j}|\leq r} ,
- {\displaystyle |r_{j}-h\delta _{ij}|\leq r_{o}} ,
- {\displaystyle |2r_{i}-h|\leq |r_{i}|+|r_{i}-h|\leq r+r_{o}}.

Ainsi, l'expression entre crochets est bornée en valeur absolue par {\displaystyle {\tfrac {4}{r^{3}}}+{\tfrac {1}{r^{2}r_{o}}}+{\tfrac {1}{r{r_{o}}^{2}}}+{\tfrac {2}{{r_{o}}^{3}}}} . En utilisant alors la condition de Hölder, nous obtenons
Nous avons le droit de supposer {\displaystyle \alpha <1}, parce qu'une condition de Hölder avec un exposant donné implique toujours une condition avec un exposant positif plus petit. Cependant, dans ce cas, l'intégrand restant dans l'intégrale du membre de droite devient infini dans deux occasions, à savoir pour {\displaystyle r=0} et pour {\displaystyle r_{o}=0}. En considérant séparément les cas {\displaystyle r<r_{o}} et {\displaystyle r_{o}<r}, nous avons certainement
où {\displaystyle b'_{\varepsilon }} est un domaine sphérique de rayon {\displaystyle 2r_{\varepsilon }} centré sur {\displaystyle P_{o}}. Il s'ensuit que
En choisissant {\displaystyle r_{\varepsilon }} suffisamment petit pour que {\displaystyle |K_{1}(h)|<\varepsilon /2} , nous avons
Ceci prouve que la fonction {\displaystyle K(h)} est continue par rapport à {\displaystyle h} en {\displaystyle P}, indépendamment de la position de {\displaystyle P}. Donc, l'existence des dérivées partielles du second ordre de {\displaystyle V} est établie et, en outre :
En particulier, le potentiel V11 pour lequel la densité vérifie une condition Hölder et qui s'annule en P est harmonique, puisque

#### Équation de Poisson

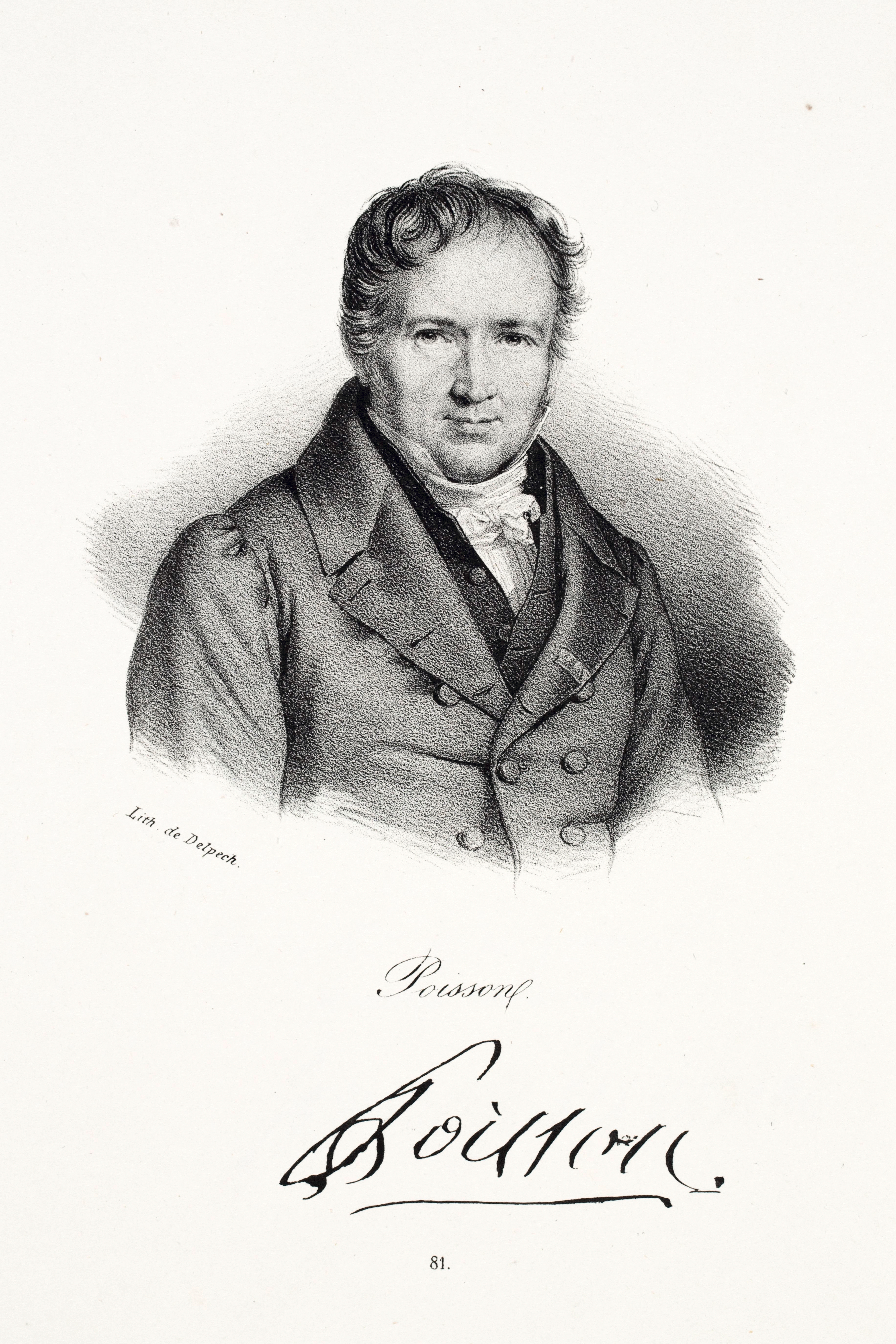
Siméon Denis Poisson (1781–1840)

Si nous superposons à la distribution de densité {\displaystyle \rho _{1}} s'annulant en {\displaystyle P} une autre distribution de densité {\displaystyle \rho (P)} constante partout dans le volume sphérique {\displaystyle b}, nous aboutissons au résultat suivant valable pour une distribution de densité continue dans un domaine sphérique satisfaisant à une condition de Hölder en {\displaystyle P} : les dérivées de la gravité existent, et
où {\displaystyle \nabla ^{2}} désigne l'opérateur laplacien (ou simplement le laplacien) {\displaystyle \partial _{i}\partial _{i}}. Finalement, si nous additionnons les potentiels des distributions extérieures à {\displaystyle b}, rien n'est contribué au laplacien et la même équation ci-dessus reste valable. Celle-ci est une équation aux dérivées partielles du second ordre, qui renferme l'équation de Laplace comme un cas spécial. Elle est connue comme équation de Poisson. Elle nous permet de trouver le potentiel si nous connaissons la densité et, réciproquement, trouver une distribution de densité si nous connaissons le potentiel. Elle est donc d'une importance capitale en géodésie physique et, plus précisément, pour le problème qui consiste à trouver la forme d'équilibre d'un corps en rotation. C'est pour cette raison que nous avons pris la peine dans cet article d'établir en détail l'équation de Poisson et d'autres propriétés importantes du potentiel newtonien.
Il convient de remarquer que nous avons pas discuté ici la situation prévalant en des points de la frontière du corps. En ces points-frontière, le potentiel d'une distribution de masse volumique, ainsi que ses dérivées premières, sont continues. Par contre, sur une frontière les dérivées secondes du potentiel n'existent pas en général. Il est clair qu'elles ne peuvent pas toutes être continues, car lorsque nous passons d'un point extérieur à un point intérieur au travers d'une frontière où la densité ne s'annule pas, {\displaystyle \nabla ^{2}V} subit un saut de {\displaystyle -4\pi G\rho }. Une situation semblable est réalisée sur des surfaces à l'intérieur d'un corps sur lesquelles la densité est discontinue. Alors, la valeur de  {\displaystyle \nabla ^{2}V} saute de {\displaystyle -4\pi G\Delta \rho } lorsqu'on passe à travers la surface de discontinuité de densité, où {\displaystyle \Delta \rho } désigne le saut de densité à travers cette surface.